# Sergio Siorpaes
Sergio Siorpaes (n. 20 iulie 1934, Cortina d'Ampezzo, Veneto, Italia) este un bober ce a reprezentat Italia, medaliat olimpic. A participat la o ediție a Jocurilor Olimpice (1964) în care a câștigat două medalii de bronz.